# Pringleella sinensis
Pringleella sinensis là một loài rêu trong họ Ditrichaceae. Loài này được Broth. mô tả khoa học đầu tiên năm 1929.